# Ersan İlyasova
Ersan İlyasova (* 15. Mai 1987 in Eskişehir) ist ein ehemaliger türkischer Basketballspieler.

## Persönliches
Bereits 2003 gab es eine Kontroverse bezüglich des Alters und der Herkunft Ilyasovas. Berichten zufolge reiste ein 18-jähriger Mann namens Arsen Ilyasov (geboren 1984 in Bukhara, Usbekistan) am 7. August 2002 in die Türkei ein, der seitdem verschwand. Kurz darauf meldete ein weiterer Mann namens Semsettin Bulut, dass er seinen 15-jährigen Sohn nach seiner Geburt nicht gemeldet hatte und holte dies am 19. September 2002 nach. Der vermeintliche Sohn Buluts wurde unter dem Namen Ersan Ilyasova registriert. Somit steht, den Berichten nach, der Verdacht nahe, dass es sich bei Ilyasova um Ilyasov handle, der somit Usbeke und zudem drei Jahre älter wäre.

## Vereinskarriere

### Türkei
2004 begann er seine Profikarriere bei dem türkischen Erstligisten Ülkerspor, bei dem er auch in Spielen der EuroLeague eingesetzt wurde. 2006 wurde er bei der U20-Europameisterschaft mit der Türkei Vizemeister, er wurde zum MVP des Turniers gewählt. Am 3. August 2011 entschied sich İlyasova, während der Zeit der Aussperrung in der NBA bei Anadolu Efes SK zu spielen. Er kehrte hernach in die NBA zurück.

### NBA
In der NBA-Draft 2005 wurde er als 36. Spieler von den Milwaukee Bucks ausgewählt. In der folgenden Saison spielte er in der NBA Development League für die Tulsa 66ers, einem Farmteam der Milwaukee Bucks. Am 19. Februar 2012 erzielte er im Spiel gegen die New Jersey Nets 29 Punkte und 25 Rebounds (davon 13 Offensiv-Rebounds). Das waren jeweils neue persönliche NBA-Bestleistungen für ihn. Damit wurde er erst der 17. Spieler, dem es in der NBA gelang, in einem Spiel jeweils mindestens 25 Punkte und Rebounds zu erzielen. Zwei Wochen danach schraubte er seine beste Punktausbeute in einem NBA-Spiel auf 32 hoch. Am 12. März 2012 erhielt er die Auszeichnung des besten Spielers der Woche in der Eastern Conference, nachdem er in vier Spielen zwischen dem 5. und 11. März 2012 durchschnittlich 25 Punkte sowie 10,8 Rebounds je Begegnung erzielt hatte.

### FC Barcelona
2007 unterschrieb Ilyasova einen Vertrag über zwei Jahre bei der spanischen Spitzenmannschaft FC Barcelona. Er gehörte meistens zu den Spielern der Anfangsaufstellung und überzeugte sowohl in der Liga als auch in der Euroleague mit guten Leistungen.

### Zurück in der NBA
2009 unterschrieb Ilyasova einen neuen Vertrag in der NBA und kehrte zu den Milwaukee Bucks zurück. Er erzielte während des Spieljahres 2009/10 10,4 Punkte und 6,4 Rebounds je Begegnung und stand in 31 von 81 Spielen in der Anfangsaufstellung. Er spielte bis 2015 für die Bucks, für die er in sieben Jahren im Durchschnitt 10,7 Punkte und 6 Rebounds erzielte. 2010, 2013 und 2015 erreichte er mit Milwaukee die Playoffs, kam jedoch nie über die erste Playoffrunde hinaus.
Am 11. Juni 2015 wurde İlyasova im Tausch für Shawne Williams und Caron Butler an die Detroit Pistons abgegeben und im Februar 2016 gemeinsam mit Brandon Jennings im Tausch für Tobias Harris zu den Orlando Magic transferiert. Ilyasova blieb jedoch nur bis zum Sommer 2016 bei der Mannschaft, ehe er im Rahmen des NBA-Draftverfahrens 2016 zu den Oklahoma City Thunder weitergereicht wurde.
Kurz nach dem Beginn des Spieljahres 2016/17 wurde Ilyasova am 1. November 2016 im Tausch gegen Jerami Grant zu den Philadelphia 76ers geschickt. Im weiteren Verlauf der Saison war er abermals Gegenstand eines Tauschgeschäfts: Am 22. Februar 2017 wurde Ilyasova zu den Atlanta Hawks transferiert. Im Gegenzug erhielten die Philadelphia 76ers Center Tiago Splitter.
Nachdem Ilyasova am 26. Februar 2018 von den Atlanta Hawks entlassen worden war, kehrte er zwei Tage später zu den Philadelphia 76ers zurück. Im Sommer 2018 wurde Ilyasova wieder von den Milwaukee Bucks unter Vertrag genommen. Im November 2020 wurde sein Vertrag aufgelöst. Er unterschrieb im März 2021 einen bis zum Saisonende gültigen bei den Utah Jazz. Anschließend war er vereinslos. Die Chicago Bulls statteten ihn im Dezember 2021 mit einem Vertrag über zehn Tage aus. Zum Einsatz kam er für Chicago jedoch nicht. Insgesamt bestritt er 877 Spiele in der NBA.

## Nationalmannschaft

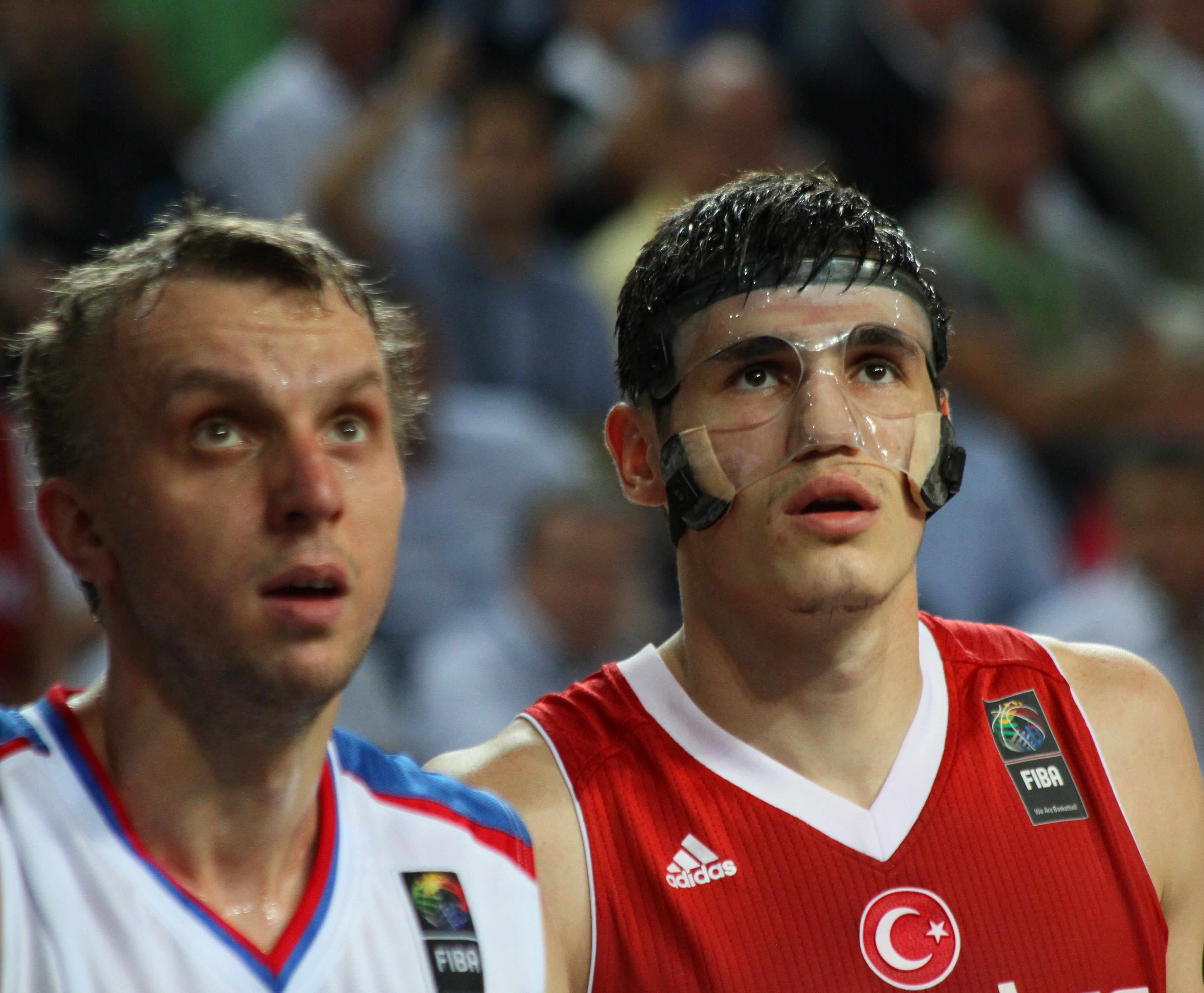
İlyasova bei der türkischen Nationalmannschaft

Ilyasova spielte ab 2006 für die türkische Basketballnationalmannschaft. Mit dieser gewann er bei der Weltmeisterschaft 2010 die Silbermedaille. Mit einem Mittelwert von 13,2 Punkten je Begegnung war Ilyasova bei dem im eigenen Land ausgetragenen Turnier der beste Korbschütze der türkischen Mannschaft.
Er nahm an zwei weiteren Weltmeisterschaften (2006, 2019) sowie an fünf Europameisterschaften (2007, 2009, 2011, 2013, 2015) teil.

## NBA-Statistiken

### Hauptrunde
| Saison  | Team                                   | GP  | GS  | MPG  | FG % | 3P % | FT % | RPG | APG | SPG | BPG | PPG  |
| ------- | -------------------------------------- | --- | --- | ---- | ---- | ---- | ---- | --- | --- | --- | --- | ---- |
| 2006–07 | Milwaukee                              | 66  | 14  | 14.7 | .383 | .365 | .787 | 2.9 | 0.7 | 0.4 | 0.3 | 6.1  |
| 2009–10 | Milwaukee                              | 81  | 31  | 23.4 | .443 | .336 | .715 | 6.4 | 1.0 | 0.7 | 0.3 | 10.4 |
| 2010–11 | Milwaukee                              | 60  | 34  | 25.1 | .436 | .298 | .894 | 6.1 | 0.9 | 0.9 | 0.4 | 9.5  |
| 2011–12 | Milwaukee                              | 60  | 41  | 27.6 | .492 | .455 | .781 | 8.8 | 1.2 | 0.7 | 0.7 | 13.0 |
| 2012–13 | Milwaukee                              | 73  | 54  | 27.6 | .462 | .444 | .796 | 7.1 | 1.6 | 0.9 | 0.5 | 13.2 |
| 2013–14 | Milwaukee                              | 55  | 47  | 26.9 | .409 | .282 | .823 | 6.2 | 1.3 | 0.8 | 0.1 | 11.2 |
| 2014–15 | Milwaukee                              | 58  | 36  | 22.7 | .472 | .389 | .645 | 4.8 | 1.0 | 0.6 | 0.3 | 11.5 |
| 2015–16 | Detroit / Orlando                      | 74  | 56  | 25.4 | .424 | .371 | .721 | 5.4 | 0.9 | 0.7 | 0.4 | 10.4 |
| 2016–17 | Oklahoma City / Philadelphia / Atlanta | 82  | 52  | 26.1 | .431 | .353 | .778 | 5.9 | 1.7 | 0.7 | 0.3 | 13.1 |
| 2017–18 | Atlanta/Philadelphia                   | 69  | 43  | 25.1 | .452 | .360 | .778 | 5.9 | 1.3 | 0.9 | 0.4 | 10.9 |
| 2018–19 | Milwaukee                              | 67  | 7   | 18.4 | .438 | .363 | .824 | 4.5 | 0.8 | 0.5 | 0.3 | 6.8  |
| 2019–20 | Milwaukee                              | 63  | 8   | 15.7 | .466 | .365 | .828 | 4.8 | 0.8 | 0.4 | 0.3 | 6.6  |
| Gesamt  | Gesamt                                 | 808 | 423 | 23.3 | .444 | .365 | .776 | 5.7 | 1.1 | 0.7 | 0.4 | 10.3 |

### Play-offs
| Saison  | Team         | GP | GS | MPG  | FG % | 3P % | FT %  | RPG | APG | SPG | BPG | PPG  |
| ------- | ------------ | -- | -- | ---- | ---- | ---- | ----- | --- | --- | --- | --- | ---- |
| 2009–10 | Milwaukee    | 7  | 0  | 22.4 | .480 | .357 | .833  | 7.6 | 0.4 | 0.7 | 0.1 | 9.7  |
| 2012–13 | Milwaukee    | 4  | 4  | 29.3 | .435 | .400 | 1.000 | 7.3 | 1.8 | 1.3 | 0.3 | 11.5 |
| 2014–15 | Milwaukee    | 6  | 6  | 23.7 | .328 | .217 | .700  | 3.8 | 0.5 | 0.8 | 0.5 | 8.7  |
| 2016–17 | Atlanta      | 6  | 0  | 15.0 | .348 | .200 | .778  | 5.2 | 0.3 | 0.2 | 0.0 | 4.0  |
| 2017–18 | Philadelphia | 10 | 1  | 23.3 | .429 | .290 | .571  | 7.6 | 1.3 | 0.7 | 0.4 | 9.3  |
| 2018–19 | Milwaukee    | 15 | 0  | 18.1 | .432 | .300 | .800  | 4.7 | 1.4 | 0.7 | 0.4 | 6.8  |
| 2019–20 | Milwaukee    | 3  | 0  | 7.7  | .333 | .200 | 1.000 | 1.3 | 0.0 | 0.7 | 0.0 | 3.0  |
| Gesamt  | Gesamt       | 51 | 11 | 20.3 | .412 | .289 | .747  | 5.6 | 1.0 | 0.7 | 0.3 | 7.7  |